# Franciszek Kotowski
Franciszek Kotowski (ur. 29 listopada 1901 w Brzezinach, zm. 5 lutego 1970 w Krakowie) – polski konstruktor lotniczy, pilot, szybownik. 

## Życiorys
Urodził się 29 listopada 1901 r. w Brzezinach, w rodzinie Ludwika (1873–1960) i Zofii z domu Święch. W 1918 r. brał udział w obronie Lwowa, a następnie jako żołnierz 5 pułku piechoty Legionów walczył nad Zbruczem. W latach wojny polsko-bolszewickiej walczył jako żołnierz 17 pułku piechoty.
Po zakończeniu działań wojennych rozpoczął studia na Wydziale Mechanicznym Politechniki Lwowskiej, na której dyplom uzyskał we wrześniu 1939 r. W okresie studiów całkowicie poświęcił się szybownictwu. Wstąpił do Aeroklubu Lwowskiego, gdzie ukończył kurs pilotażu szybowcowego i silnikowego. W latach 1923–1933 kierował Warsztatami Związku Awiatycznego Studentów Politechniki Lwowskiej. Współpracował z Wacławem Czerwińskim nad opracowaniem szybowców CW-II, CW-III i ITS-II. W latach 1934–1937 był kierownikiem technicznym i pilotem doświadczalnym Instytutu Techniki Szybownictwa Politechniki Lwowskiej, gdzie uczestniczył w pracach nad projektowaniem szybowców ITS-IV, ITS-IVb, ITS-V. Opracował projekt szybowca ITS-8 oraz samolotu ITS-Jaskółka. „Jaskółka” była dolnopłatem szkolnym. Miała kabinę dwumiejscową układzie tandem oraz silnik rzędowy. Samolot zbadany w tunelu aerodynamicznym wykazywał prawidłowe właściwości aerodynamiczne. W 1937 r. został kierownikiem technicznym biura konstrukcyjnego Lwowskich Warsztatów Lotniczych, gdzie brał udział w pracach nad szybowcami PWS-101, PWS-102 Rekin, PWS-103 oraz B-38.
Po zajęciu Lwowa przez ZSRR został na Politechnice Lwowskiej kierownikiem Katedry Budowy Płatowców oraz zajmował się opracowaniem dokumentacji szybowca Rot-Front 7. Po agresji Niemiec na ZSRR powrócił w rejon Brzezin, gdzie przebywał do zakończenia wojny. 
Wspólnie z innymi pracownikami Instytutu Techniki Szybownictwa w 1945 r. zaproponował powołanie w Bielsku-Białej Instytutu Szybownictwa, gdzie został kierownikiem Wydziału Technicznego. Pod jego kierownictwem opracowano dokumentację szybowców IS-A Salamandra i IS-B Komar, wspólnie z inż. Ireną Kaniewską skonstruował szybowiec IS-2 Mucha.
W 1948 r. rozpoczął pracę na Akademii Górniczo-Hutniczej w Krakowie, gdzie zorganizował Katedrę Budowy Płatowców na Wydziale Komunikacji. W 1954 r. został pracownikiem nowo utworzonej Politechniki Krakowskiej, w latach 1958–1960 był tam dziekanem Wydziału Mechanicznego. W 1957 r. otrzymał tytuł docenta. W 1960 r. objął stanowisko kierownika Katedry Podstaw Konstrukcji Maszyn.
Zmarł w Krakowie, pochowany na cmentarzu w Brzezinach.

## Ordery i odznaczenia
- Krzyż Kawalerski Orderu Odrodzenia Polski
- Medal 10-lecia Polski Ludowej (15 stycznia 1955)[6]